# Aschi
Aschi, noto anche come Aschi Alto, è una frazione di circa 180 abitanti del comune di Ortona dei Marsi (AQ), in Abruzzo.

## Geografia fisica
Situato sulla sommità del monte Civitella nella valle del Giovenco, domina a 1 139 m s.l.m. un pianoro attraversato dal fiume Giovenco. Aschi è la frazione più popolosa del territorio comunale; dista circa 3 chilometri da Ortona dei Marsi.

## Storia

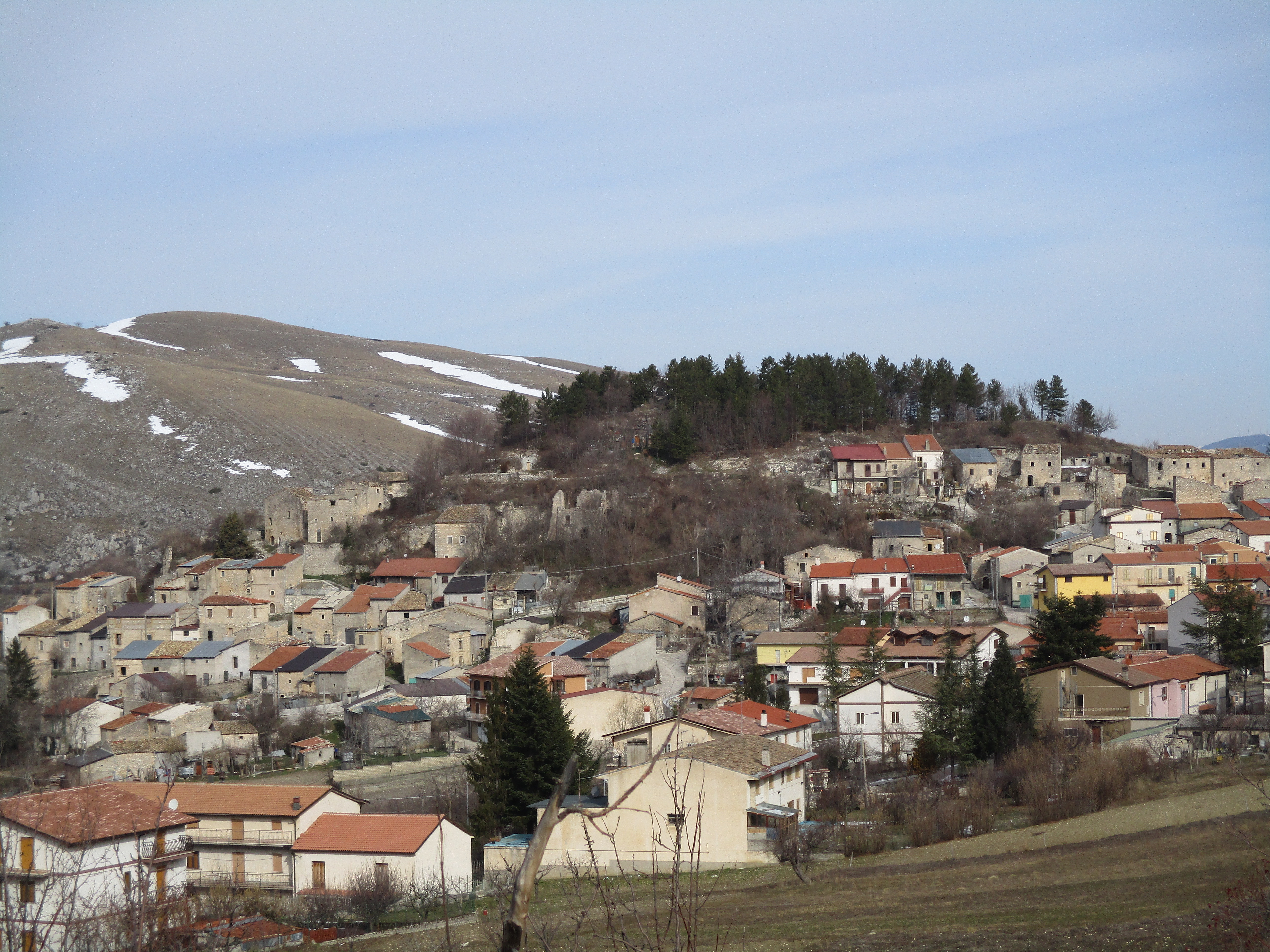
Spunto del borgo

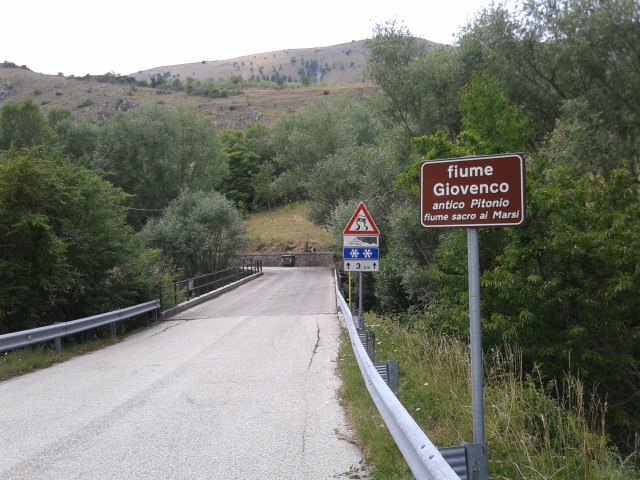
Ponte stradale sul fiume Giovenco

Lo storico Andrea Di Pietro cita Aschi come sede dell'Asilo dei Marsi. In questo luogo si radunavano i Marsi con il collegio dei sacerdoti feziali per prepararsi alla guerra o per la celebrazione di feste, riti e sacrifici, in onore della dea Bellona.
L'antica autonomia di universitas medievale è rappresentata dallo stemma a tre stelle d'argento in campo azzurro. Dei mille abitanti, alla vigilia del terremoto del 13 gennaio 1915, non ne rimasero che trecento, gli altri furono trovati cadaveri sotto le macerie delle case distrutte dall'immane flagello. Molti dei superstiti preferirono trasferirsi, in località Casali d'Aschi ove possedevano terreni e casali sparsi in diverse località: a Le Grette, Le Grippe, San Veneziano e Valtrona. Precedentemente al terremoto i casali costituivano il soggiorno invernale per trovarsi sulle rive del lago Fucino, prima del suo prosciugamento avvenuto nel 1878.
Così mentre Aschi Alto conta circa 180 abitanti, la località di Casali d'Aschi, da cui dista circa un chilometro, ha un numero di abitanti superiore; quest'ultima località venne aggregata nel 1948 al limitrofo comune di Gioia dei Marsi.
Distrutto nel 299 a.C. dai consoli Marco Fulvio Petino e Tito Manlio Torquato i superstiti si rifugiarono nelle località limitrofe all'Asylum, denominate Puzzello, Vallefredda, Vallo e Vico-Albo, per poi stabilirsi nella località, cui venne dato il nome di Aschi. L'area più importante, Vico-Albo, fu distrutta e riedificata nella sua parte inferiore, con il nome di Vico che rimase disabitato dopo la peste del 1656. I pochi superstiti, dopo la metà del secolo XVII si riunirono ad Aschi ripopolando il borgo. Il territorio di Vico è ricordato anche dal biografo del Regno di Napoli, Lorenzo Giustiniani come località "raggiungibile attraverso il valico chiamato Farallo, pericoloso durante la stagione invernale tanto che il 22 febbraio 1731 vi trovarono la morte ben sette ragazze". Nel Medioevo, intorno al borgo, venne stretta una cinta muraria dalla quale si levavano sette torri. Di alcune di queste sono ancora visibili i ruderi.
Intorno ad Aschi, gravitavano diversi castelli poi distrutti: Apamea, Altrano, Bozzano, Sant'Anzio. Nel 1173, come ricorda lo storico Anton Ludovico Antinori, il paese era feudo di Rainaldo conte dei Marsi e aveva una popolazione di ventiquattro capi famiglia. Con il suo antico nome di Ascilum è citato nella bolla di Papa Clemente III indirizzata al vescovo Eliano. Viene ricordato invece, nel 1411, Nicolò d'Aschi possessore di feudi. Il vescovo dei Marsi, Angelo Maccafani, che guidò la diocesi dei Marsi dal 1446, provvide ad unificare i beni ecclesiastici di proprietà delle varie popolazioni riunite ad Aschi creando con questi la parrocchia del Santissimo Salvatore con a capo un arciprete. La chiesa dedicata al suo protettore, venne distrutta dal terremoto del 1915: al suo posto, ne è stata costruita una nuova che conserva un'antica statua lignea del Salvatore.
Antonio Piccolomini, barone di Pescina, fu nel 1464, signore di Aschi, titolo che gli venne confermato dal re nel 1484.
Il XV secolo fu segnato dalle sanguinose guerre tra gli Orsini e i Colonna che ebbero vasta eco nella Marsica, ove le due famiglie possedevano estesi feudi. Aschi parteggiò per i Colonna tanto che Fabrizio I Colonna per ricompensare gli abilissimi e coraggiosi aschietani che si erano battuti per lui, concesse agli abitanti del borgo il privilegio del pascolo senza pernottamento nella città di Marsia e nella fortificazione di Venere. Nel 1591, Antonio Piccolomini, vendette la contea di Celano a Camilla Peretti e dall'atto relativo si rileva che Aschi pagava annualmente per la colletta di Santa Maria Assunta trenta ducati, mentre per la balia e per la cera di Vico pagava sette ducati. Nel 1597 il paese contava oltre 500 abitanti che coltivavano grano, orzo e producevano anche olio da oliveti situati presso Casali d'Aschi, la cui presenza sarebbe stata favorita 
anche grazie ad una possibile azione termoregolatrice del bacino lacustre del Fucino sul clima, mentre dopo il prosciugamento del lago, avvenuto nella seconda metà dell'Ottocento, le piante d'olivo sarebbero perlopiù scomparse.
Durante il XIX e il XX secolo gli abitanti del paese, tramite la sottintendenza di Avezzano, hanno chiesto invano prima il riconoscimento all'intendente di Aquila di una nuova autonomia amministrativa e successivamente l'aggregazione al comune di Gioia dei Marsi. 
I secoli XIX e XX si sono caratterizzati per la transumanza e l'emigrazione.
Il terremoto della Marsica del 1915 causò qui circa 700 morti, pari al 70% della popolazione. Dopo la tragedia anche il paese di Aschi è stato ricostruito.

## Monumenti e luoghi d'interesse

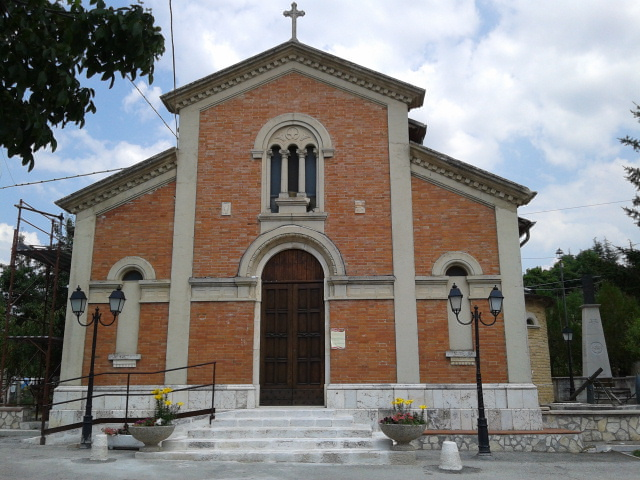
Chiesa del Santissimo Salvatore

### Architetture religiose
- Chiesa del Santissimo Salvatore, dopo il sisma del 1915 è stata ricostruita più in basso alle porte del paese, nel 1932[10].
- Resti della chiesa parrocchiale del Ss. Salvatore, distrutta dal terremoto del 1915 risulta preesistente al 1446.
- Resti della chiesa di Santa Maria Valle Verde, distrutta intorno all'anno mille.
- Resti della chiesa-fortezza di San Nicola.

### Siti archeologici

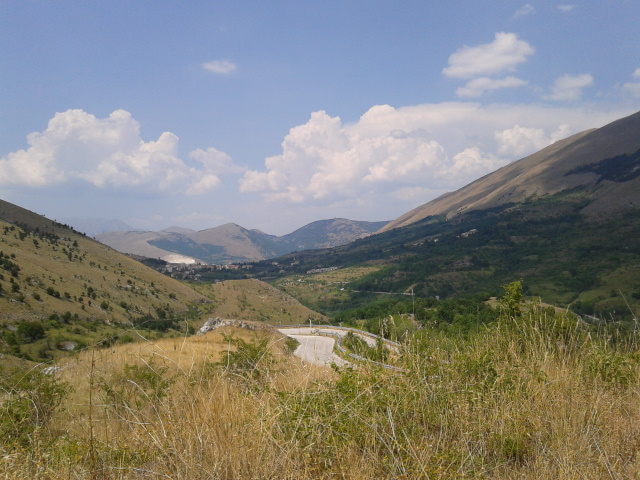
Foto panoramica della Valle del Giovenco da Aschi Alto

- Ruderi dei templi pagani dedicati alla dea Bellona.
- Resti di tombe del II e III secolo a.C.
- Resti delle torri medievali.
- Resti delle porte del paese.
- Ruderi dei centri di San Leonardo, Santa Maria Valfreda e San Nicola.

### Aree naturali
- Fonti Davina, Santa Maria e Vico.
- Percorso ciclo-pedonale della valle del Giovenco.
- Sentiero che conduce a Sperone Vecchio, nel comune di Gioia dei Marsi. Il paese abbandonato del monte Serrone era noto in origine con il nome di Speron d'Asino.

## Società

### Tradizioni e folclore
Il 6 agosto di ogni anno si celebra la festa patronale in onore del Santissimo Salvatore, patrono di Aschi.

## Infrastrutture e trasporti

### Strade
Aschi è servito dalla strada provinciale n. 17 ed è collegato tramite la strada statale 83 Marsicana a Pescina e alla piana del Fucino, in direzione nord, e a Pescasseroli e alle località del parco nazionale d'Abruzzo, Lazio e Molise, in direzione sud. Strade sterrate collegano il paese a Casali d'Aschi, Sperone e Venere dei Marsi.

## Sport

### Mountain bike
Una delle mete dei praticanti della mountain bike è il sentiero che si dirama da Aschi Alto verso la fonte Davina, la torre di Sperone, situata in località valico della Forchetta (monte Serrone), e il borgo abbandonato di Sperone Vecchio. La mulattiera si ricongiunge alla strada statale 83 Marsicana che collega l'area fucense alle località del parco nazionale d'Abruzzo, Lazio e Molise.